# Lonomia diabolus
Lonomia diabolus es una especie de polilla de la familia Saturniidae, que se encuentra en el norte de Brasil, Guayana francesa y la zona delta del río Amazonas.